# Charlotteina mreža 2: Wilburova avantura
Charlotteina mreža 2: Wilburova avantura (engleski: Charlotte's Web 2: Wilbur's Great Adventure) je američki animirani direct-to-video pustolovni film iz 2003. godine, i nastavak filma Charlotteina mreža iz 1973. godine. Producirali su ga Paramount Pictures, Universal Cartoon Studios, Universal Cartoon Studios, i Nickelodeon.
Film počinje u proljeće, godinu dana nakon što je umrla Charlotte. Njene tri kćeri - Nellie, Aranea i Joy - su u pubertetu, a Wilbur im služi kao prijatelj i mentor.

## Uloge
- Julia Duffy kao Charlotte
- David Berón kao Wilbur (Robert Bošković u hrvatski dabing)
- Charlie Adler kao Templeton i Lurvy
- Amanda Bynes kao Nellie
- Anndi McAfee kao Joy
- Maria Bamford kao Aranea
- Harrison Chad kao janje Cardigan
- Rob Paulsen kao lisica Farley
- Debi Derryberry kao Fern Arable
- Laraine Newman kao Guska Gwen
- Dawnn Lewis kao Krava Bessie
- Brenda Vaccaro kao Mrs. Hirsch
- Jerry Houser kao Mr. Zuckerman
- Valery Pappas kao Pile
- Nika Futterman kao Baby Rats
- Bridget Sienna kao Flo
- Bobby Block kao Umišljeno janje
- Ashley Edner kao Nasilničko janje
- Pat Fraley kao Magarac
- Frank Welker kao Posebni vokalni efekti

## Vanjske poveznice
- Charlotteina mreža 2: Wilburova avantura u internetskoj bazi filmova IMDb-a (engl.)